# Voyages extraordinaires

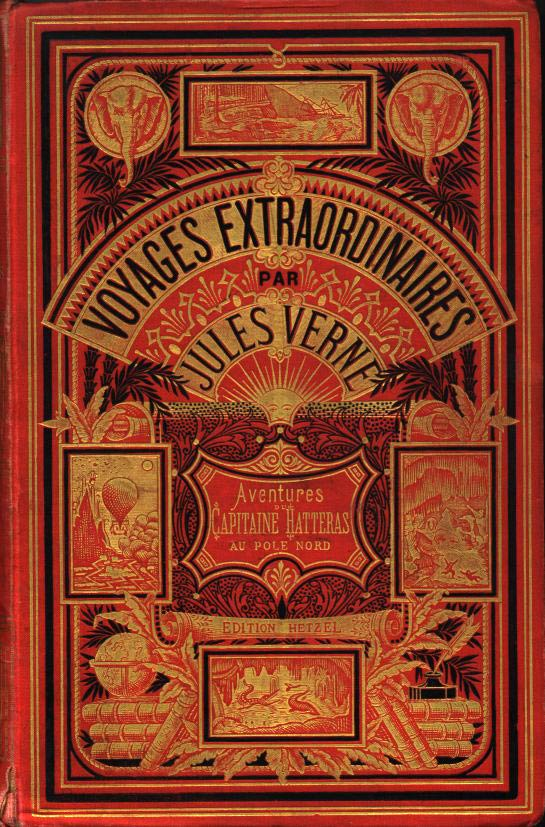
Voyages extraordinaires (Band Abenteuer des Kapitän Hatteras)

Voyages extraordinaires (Außergewöhnliche Reisen) ist der Zyklusname der Abenteuerwerke von Romanen und Kurzgeschichten des französischen Schriftstellers Jules Verne aus 68 Bänden, der von Pierre-Jules Hetzel verlegt wurde. Die Reihe erschien zwischen 1863 und 1905 bzw. 1919 in einer prächtigen und illustrierten Ausgabe. Einige der Werke sind auf mehrere Bände verteilt erschienen.

## Bände
1. Cinq semaines en ballon (1863), 1 Bd. (dt. Fünf Wochen im Ballon)
2. Les Aventures du capitaine Hatteras (1864-1866), 2 Bde. (dt. Die Abenteuer des Kapitän Hatteras)
3. Voyage au centre de la Terre (1864), 1 Bd. (dt. Reise zum Mittelpunkt der Erde)
4. De la Terre à la Lune (1865), 1 Bd. (dt. Von der Erde zum Mond)
5. Les Enfants du capitaine Grant (1867-1868), 3 Bde. (dt. Die Kinder des Kapitän Grant)
6. Vingt mille lieues sous les mers (1869-1870), 2 Bde. (dt. 20.000 Meilen unter dem Meer)
7. Autour de la Lune (1870), 1 Bd. (dt. Reise um den Mond)
8. Une ville flottante (1871), 1 Bd. (dt. Eine schwimmende Stadt)
9. Les Forceurs de blocus (1871), 1 Bd. (mit dem vorigen) (dt. Die Blockadebrecher)
10. Aventures de trois Russes et de trois Anglais dans l'Afrique australe (1872), 1 Bd. (dt. Abenteuer von drei Russen und drei Engländern in Südafrika)
11. Le Pays des fourrures (1873), 2 Bde. (dt. Das Land der Pelze)
12. Le Tour du monde en quatre-vingts jours (1873), 1 Bd. (dt. Reise um die Erde in 80 Tagen)
13. L’Île mystérieuse (1875), 3 Bde. (dt. Die geheimnisvolle Insel)
14. Le Chancellor (1875), 1 Bd. (dt. Die letzte Fahrt der Chancellor)
15. Martin Paz (1875), 1 Bd. (mit dem vorigen) (dt. Martin Paz)
16. Michel Strogoff (1876), 2 Bde. (dt. Der Kurier des Zaren)
17. Hector Servadac (1877), 2 Bde. (dt. Hektor Servadacs Reise durch die Sonnenwelt)
18. Les Indes noires (1877), 1 Bd. (dt. Die Stadt unter der Erde)
19. Un capitaine de quinze ans (1878), 2 Bde. (dt. Ein Kapitän von 15 Jahren)
20. Les Cinq Cents Millions de la Bégum (1879), 1 Bd. (dt. Die 500 Millionen der Begum)
21. Les Révoltés de la Bounty (1879), 1 Bd. (mit dem vorigen) (dt. Die Meuterei auf der Bounty)
22. Les Tribulations d'un Chinois en Chine (1879), 1 Bd. (dt. Die Leiden eines Chinesen in China)
23. La Maison à vapeur (1880), 2 Bde. (dt. Der Stahlelefant)
24. La Jangada (1881), 2 Bde. (dt. Die Jaganda)
25. L'École des Robinsons (1882), 1 Bd. (dt. Die Schule der Robinsons)
26. Le Rayon vert (1882), 1 Bd. (dt. Der grüne Strahl)
27. Dix heures en chasse (1882), 1 Bd. (mit dem vorigen) Digitalisat  (dt. Zehn Stunden auf Jagd)
28. Kéraban-le-têtu (1883), 2 Bde. (dt. Keraban der Starrkopf)
29. L'Étoile du sud (1884), 1 Bd. (dt. Der Südstern oder Das Land der Diamanten)
30. L'Archipel en feu (1884), 1 Bd. (dt. Der Archipel in Flammen)
31. Mathias Sandorf (1885), 3 Bde. (dt. Mathias Sandorf)
32. Robur le Conquérant (1886), 1 Bd. (dt. Robur der Eroberer)
33. Un billet de loterie (1886), 1 Bd. (dt. Ein Lotterie-Los)
34. Frritt-Flacc (1886), 1 Bd. (mit dem vorigen) (dt. Frritt-Flacc!)
35. Nord contre Sud (1887), 2 Bde. (dt. Nord gegen Süd)
36. Le Chemin de France (1887), 1 Bd. (dt. Der Weg nach Frankreich)
37. Gil Braltar (1887), 1 Bd. (mit dem vorigen) (dt. Gil Braltar)
38. Deux ans de vacances (1888), 2 Bde. (dt. Zwei Jahre Ferien)
39. Famille-Sans-Nom (1889), 2 Bde. (dt. Die Familie ohne Namen)
40. Sans dessus dessous (1889), 1 Bd. (dt. Der Schuss am Kilimandscharo)
41. César Cascabel (1890), 2 Bde. (dt. Cäsar Cascabel)
42. Mistress Branican (1891), 2 Bde. (dt. Mistress Branican)
43. Le Château des Carpathes (1892), 1 Bd. (dt. Das Karpatenschloss)
44. Claudius Bombarnac (1892), 1 Bd. (dt. Claudius Bombarnac)
45. P'tit Bonhomme (1893), 2 Bde. (dt. Der Findling)
46. Mirifiques aventures de maître Antifer (1894), 2 Bde. (dt. Meister Antifers wunderbare Abenteuer)
47. L'Île à hélice (1895), 2 Bde. (dt. Die Propellerinsel)
48. Face au drapeau (1896), 1 Bd. (dt. Die Erfindung des Verderbens)
49. Clovis Dardentor (1896), 1 Bd. (dt. Clovis Dardentor)
50. Le Sphinx des glaces (1897), 2 Bde. (dt. Die Eissphinx)
51. Le Superbe Orénoque (1898), 2 Bde. (dt. Der stolze Orinoco)
52. Le Testament d'un excentrique (1899), 2 Bde. (dt. Das Testament eines Exzentrischen)
53. Seconde patrie (1900), 2 Bde. (dt. Das zweite Vaterland)
54. Le Village aérien (1901), 1 Bd. (dt. Das Dorf in den Lüften)
55. Les Histoires de Jean-Marie Cabidoulin (1901), 1 Bd. (dt. Die Historien von Jean-Marie Cabidoulin)
56. Les Frères Kip (1902), 2 Bde. (dt. Die Gebrüder Kip)
57. Bourses de voyage (1903), 2 Bde. (dt. Reisestipendien)
58. Un drame en Livonie (1904), 1 Bd. (dt. Ein Drama in Livland)
59. Maître du monde (1904), 1 Bd. (dt. Der Herr der Welt)
60. L'Invasion de la mer (1905), 1 Bd. (dt. Der Einbruch des Meeres)
61. Le Phare du bout du monde (1905), 1 Bd. (dt. Der Leuchtturm am Ende der Welt)
62. Le Volcan d'or (1906), 2 Bde. (dt. Der Goldvulkan)
63. L'Agence Thompson and Co. (1907), 2 Bde. (dt. Das Reisebüro Thompson & Co.)
64. La Chasse au météore (1908), 1 Bd. (dt. Die Jagd nach dem Meteor)
65. Le Pilote du Danube (1908), 1 Bd. (dt. Der Pilot von der Donau)
66. Les Naufragés du « Jonathan » (1909), 2 Bde. (dt. Die Schiffbrüchigen der „Jonathan“)
67. Le Secret de Wilhelm Storitz (1910), 1 Bd. (dt. Wilhelm Storitz’ Geheimnis)
68. L'Étonnante Aventure de la mission Barsac (1919), 2 Bde. (dt. Das erstaunliche Abenteuer der Expedition Barsac)